# Beatrice Avolio Alecchi
Beatrice Elcira Avolio Alecchi (Distrito de Miraflores, Lima, 1967) es una investigadora social peruana especializada en el estudio de los factores que afectan en la productividad de los emprendedores, empresarios y profesionales con perspectiva de género.
Es miembro fundadora del Centro de Investigación en Liderazgo Socialmente Responsable, Mujer y Equidad (Centro de la Mujer) de la Escuela de Negocios de Postgrado la Pontificia Universidad Católica del Perú.
En 2025 asumió la Dirección General de Centrum PUCP.
En 2024, la revista Forbes la incluyó en su lista de las 50 mujeres más poderosas del Perú.

## Biografía

### Primeros años y educación
Beatrice Avolio nació en Lima en 1967. Obtuvo una licenciatura en Contabilidad y Administración de empresas de la Universidad del Pacífico, una maestría en Filosofía de la Universidad de Maastricht en los Países Bajos y una maestría en Administración de Empresas de la Universidad ESAN en Perú. Es Doctora en Administración Estratégica de Empresas por la Pontificia Universidad Católica del Perú.

### Trayectoria profesional
Es licenciada en Administración de Empresas y en Contabilidad por la Universidad del Pacífico. Obtuvo una maestría en Filosofía y un doctorado en Administración de Empresas por la Maastricht School of Management. Asimismo, cursó una maestría en Administración de Empresas en ESAN y un doctorado en Administración Estratégica de Empresas en la Pontificia Universidad Católica del Perú (PUCP). Se desempeña como jefa del Departamento Académico de Posgrado en Negocios y como coordinadora del Centro de Investigación en Liderazgo Socialmente Responsable, Mujer y Equidad. En 2025, fue nombrada directora del Business Empresarial - Centrum PUCP, la escuela de negocios de la PUCP.
Es investigadora en el nivel I del (RENACYT). Ha asumido como jefa del departamento académico, directora de educación ejecutiva, directora de Centrum cátedra, directora académica, directora administrativa, directora de programas doctorales y en 2025 ha asumido el cargo de directora general de Centrum PUCP.  Desde Centrum lidera iniciativas para fortalecer la investigación y la formación de líderes empresariales con responsabilidad social. que busca desarrollar conocimientos relacionados con el liderazgo socialmente responsable, la participación de las mujeres en actividades productivas y la equidad en las organizaciones.
En el 2015 fue miembro de la Conferencia Anual de Ejecutivos (CADE) por la Educación.
En el 2017 facilitó la instalación del programa Women's CEO. Durante 2019 - 2021 fue miembro del Comité Pro Mujer en Ciencia, Tecnología e Innovación del Consejo Nacional de Ciencia, Tecnología e Innovación (CONCYTEC) asumió la presidencia en el 2020.  Ha ejercido como vicepresidenta del Comité de Diversidad de la Cámara de Comercio Americana del Perú (AmCham).
Se desempeña también como consultora de diversidad y género, y forma parte del equipo directivo de Women's CEO.

## Investigación
Centrum PUCP  identificó trece factores percibidos por mujeres durante su nominación y selección para integrar juntas directivas de empresas públicas en América Latina. Entre ellos se encuentran la formación y el aprendizaje, la experiencia profesional, la autoconciencia, la actitud, la resiliencia, la generación de redes, las habilidades de comunicación, la empatía, el trabajo arduo, la capacidad para tomar decisiones, las habilidades blandas, las redes de apoyo y aliados, y el interés por su labor. También señaló que la participación de mujeres en cargos de decisión en el Perú es baja, alcanzando solo el 9.2 %.[cita requerida]
Centrum PUCP  analizó factores que afectan la participación de mujeres peruanas en ciencia y tecnología y, con base en estos, propuso directrices estratégicas centradas en tres etapas: acceso a la educación, continuidad en la carrera y desarrollo profesional. Centrum PUCP estudió los elementos que influyen en la baja representación femenina en la docencia, el liderazgo académico y la investigación en la educación superior. En el nivel escolar, identificó trece factores que inciden en la decisión de las estudiantes de secundaria de optar por carreras en ciencia y tecnología, vinculados a aspectos individuales, familiares, educativos, sociales y económicos.
En 2023 examinó la relación entre preferencias personales y el equilibrio trabajo-familia durante el trabajo remoto.[cita requerida] Centrum PUCP  encontró que la interferencia del trabajo en la vida familiar no afecta directamente ese equilibrio, pero la interferencia de responsabilidades familiares en el trabajo sí lo hace, especialmente cuando las personas prefieren mantener separados sus roles familiares.[cita requerida] En otro estudio, analizó cómo el sexo, la edad y el nivel socioeconómico influyen en el uso del tiempo.[cita requerida] Constató que las mujeres dedican menos horas a actividades productivas remuneradas que los hombres en la mayoría de los grupos de edad y niveles socioeconómicos, debido a su rol predominante en las tareas de cuidado y del hogar.
Según Avolio Alecchi, la participación de la mujer en cargos de decisión es muy baja.

## Premios y reconocimientos
- En 2024, la revista Forbes (edición Perú) la incluyó en su lista de las 50 mujeres más poderosas del país.[2]
- En 2013, recibió un reconocimiento de la Cámara de Comercio de Lima a la Mujer Líder y Emprendedora.[15]

## Publicaciones
- «Beatrice Elcira Avolio Alecchi». Google Académico. Consultado el 7 de marzo de 2025.